# Várzea (Barcelos)
Várzea é uma povoação portuguesa sede da freguesia homónima do município de Barcelos, freguesia com 2,95 km² de área e 1934 habitantes (censo de 2021), tendo, por isso, uma densidade populacional de 655,6 hab./km².

## Demografia
Nota: Nos censos de 1864,1878 e de 1911 a 1930 figura com a designação de Várzea e Crujães. Pelo decreto-lei n.º 27.424, de 31/12/1936, foi extinta a freguesia de Crujães.
A população registada nos censos foi:
| Distribuição da População por Grupos Etários | Distribuição da População por Grupos Etários | Distribuição da População por Grupos Etários | Distribuição da População por Grupos Etários | Distribuição da População por Grupos Etários |
| -------------------------------------------- | -------------------------------------------- | -------------------------------------------- | -------------------------------------------- | -------------------------------------------- |
| Ano                                          | 0-14 Anos                                    | 15-24 Anos                                   | 25-64 Anos                                   | > 65 Anos                                    |
| 2001                                         | 330                                          | 258                                          | 928                                          | 132                                          |
| 2011                                         | 337                                          | 221                                          | 1117                                         | 229                                          |
| 2021                                         | 299                                          | 226                                          | 1090                                         | 319                                          |

## Património edificado
- Capela da Tentação de S. Bento, popularmente conhecida por Capela do Diabo.
- Capela de Santa Comba de Crujães (antiga igreja paroquial da extinta freguesia de Crujães)
- Fontanário do Passal
- Cruzeiro Paroquial
- Quinta de Santa Comba e sua capela com a invocação de N. Sra. do Loreto
- Fontanário das Carrancas
- Conjunto azulejar da autoria de Frei Paulino de Castro que se encontra na Igreja Paroquial

## Política

### Eleições autárquicas
| Data | %     | M  | %     | M   | %       | M       | %     | M   | %       | M       | %   | M   |
| Data | PS    | PS | PSD   | PSD | APU/CDU | APU/CDU | CDS   | CDS | PSD-CDS | PSD-CDS | IND | IND |
| ---- | ----- | -- | ----- | --- | ------- | ------- | ----- | --- | ------- | ------- | --- | --- |
| 1976 | 51,67 | 4  | 44,17 | 3   |         |         |       |     |         |         |     |     |
| 1979 |       |    | 63,33 | 6   | 31,86   | 3       |       |     |         |         |     |     |
| 1982 | 23,84 | 2  | 63,17 | 6   | 9,96    | 1       |       |     |         |         |     |     |
| 1985 | 34,01 | 2  | 48,67 | 4   |         |         | 12,17 | 1   |         |         |     |     |
| 1989 |       |    | 71,59 | 6   | 19,21   | 1       |       |     |         |         |     |     |
| 1993 | 33,99 | 3  | 45,12 | 5   | 1,73    | -       | 16,44 | 1   |         |         |     |     |
| 1997 | 67,16 | 7  |       |     | 2,72    | -       | 20,84 | 2   |         |         |     |     |
| 2001 | 64,37 | 6  | 31,99 | 3   | 1,28    | -       |       |     |         |         |     |     |
| 2005 | 55,17 | 5  | 42,39 | 4   |         |         |       |     |         |         |     |     |
| 2009 | 57,11 | 5  | 39,86 | 4   |         |         |       |     |         |         |     |     |
| 2013 | 53,54 | 6  | CDS   | CDS | PSD     | PSD     | 34,02 | 3   | 8,78    | -       |     |     |
| 2017 | 63,96 | 6  | CDS   | CDS | PSD     | PSD     | 20,14 | 2   | 12,10   | 1       |     |     |